# 羅斯代爾 (印地安納州)
羅斯代爾（英語：Rosedale）是一個位於美國印地安納州帕克縣的城鎮。

## 人口
根據2010年美國人口普查的數據，羅斯代爾的面積為1.02平方千米，當中陸地面積為1.02平方千米，而水域面積為0.00平方千米。當地共有人口725人，而人口密度為每平方千米711人。